# Sanguszko

Stemma della famiglia Sanguszko

Sanguszko (bielorusso: Сангушка, ucraino: Санґушко) è stata una famiglia nobile polacca di origine lituana e rutena, discendente dalla dinastia gediminide, fra le più potenti della Confederazione Polacco-Lituana.

## Storia

### Origini

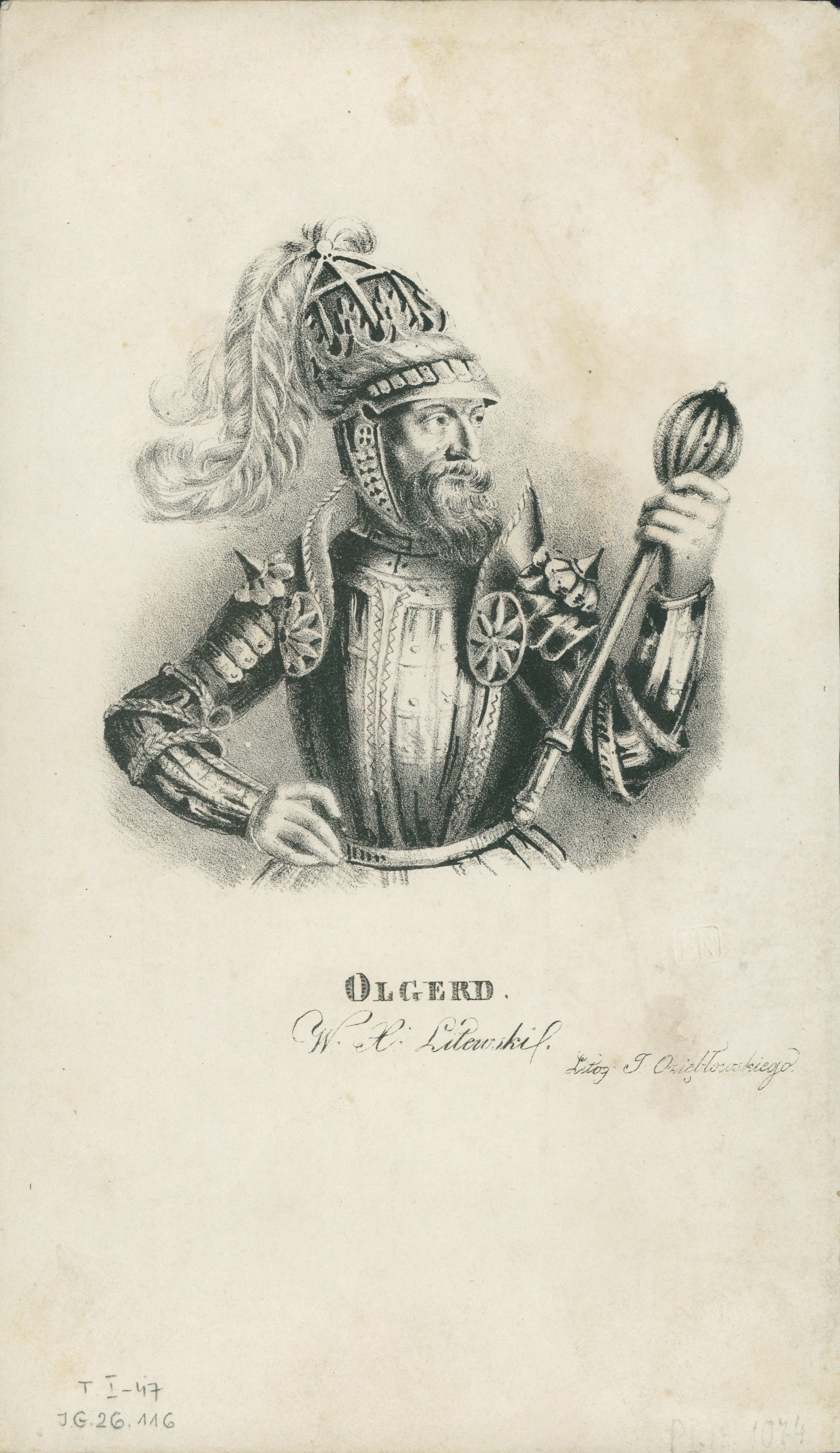
Algirdas, granduca di Lituania

Come altre famiglie principesche del Confederazione Polacco-Lituana, le sue origini sono considerate oscure. L'attuale opinione storica è favorevole alla loro discendenza dal nipote di Algirdas, Alexander, signore di Kovel e Liuboml, il cui nome può essere abbreviato in Sangush. La famiglia presumibilmente discende da due linee, associate a due dei suoi figli, Alessandro e Michele. La linea principale, chiamata Sanguszko-Koszyrski, si è estinta dalla morte di Adam Aleksander Sanguszko nel 1653. La linea minore, o Sanguszko-Kowelski, di Szymon Samuel Sanguszko, ha successivamente assunto il titolo Sanguszko-Lubartowicz, secondo l'erroneo supposizione della loro discendenza dal fratello minore di Algirdas, Liubartas.

### Ascesa

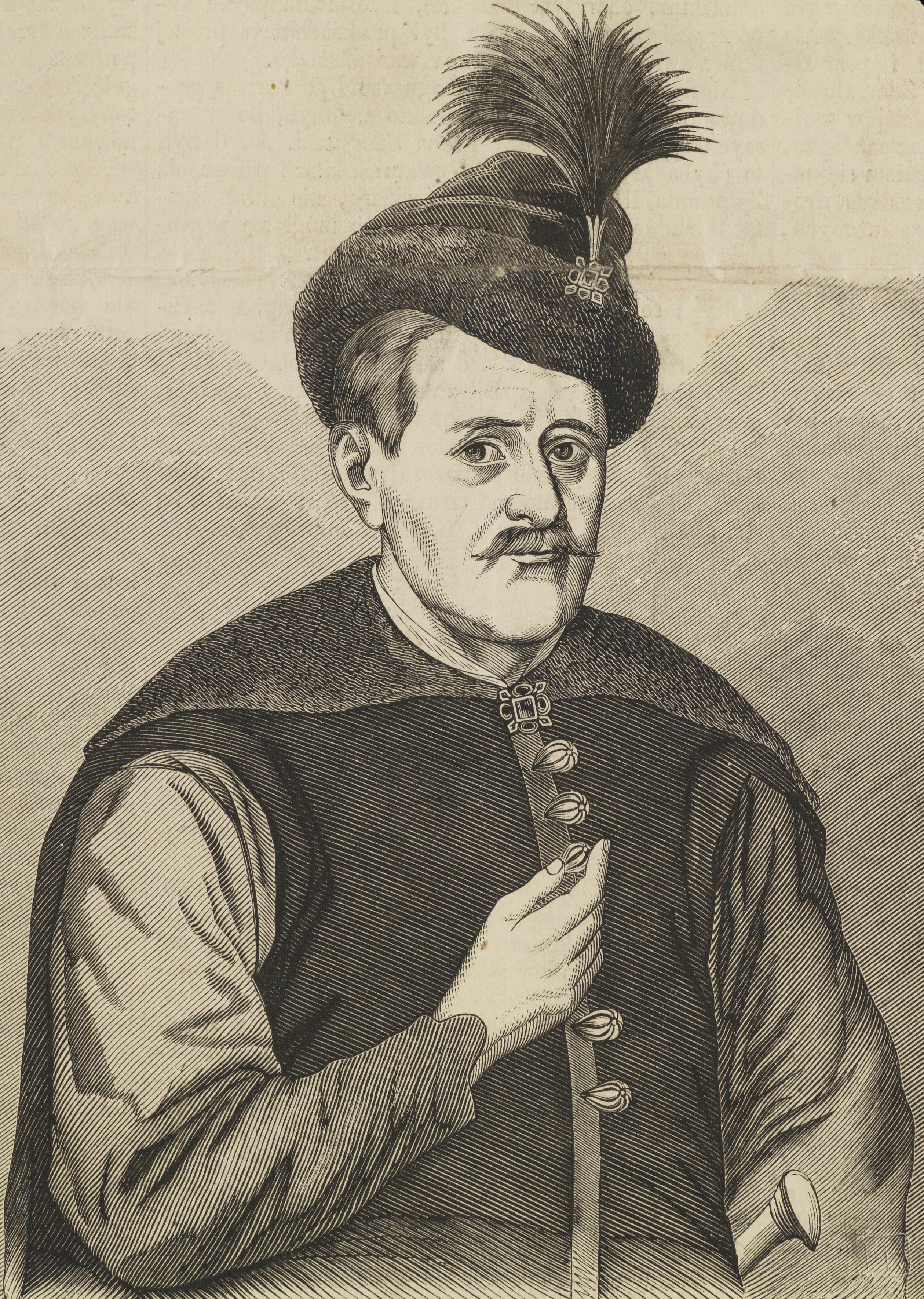
Adam Aleksander Sanguszko

Il primo eminente della famiglia fu Alessandro Fedkowicz (Fiodoriowicz), chiamato "Sanguszko" (morì nel 1454 circa), principe di Kovel e Luboml, figlio di Theodor (Fiodor) Olgierdowicz (morì il 1399), principe di Rylsk (1370 – 1399), Ratnie (1387 – 1394) e Brjansk (1393), della dinastia regnante del Granducato di Lituania.

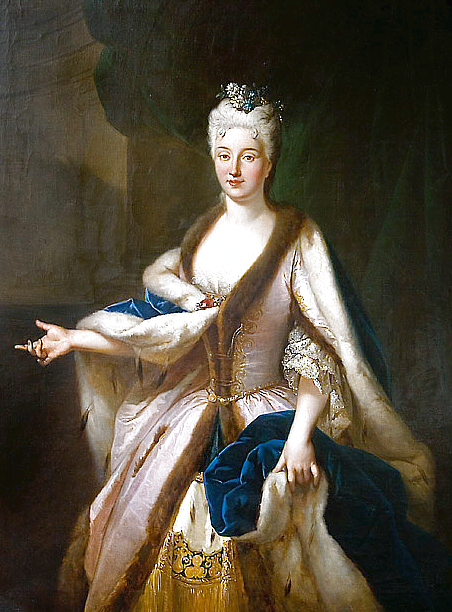
Marianna Lubomirska

Il principe Paweł Karol Sanguszko-Lubartowicz (1682–1752), cortigiano e gran maresciallo della Lituania, ampliò notevolmente i suoi possedimenti attraverso il suo secondo matrimonio con Marianna Lubomirska, ereditiera di Ostroh. La sua residenza principale a Iziaslav (ora in Ucraina) è stata abbellita con una famosa collezione di tappeti persiani, noti come tappeti Sanguszko. Geronimo Sanguszko (1743–1812) fu il primo a dedicarsi ai cavalli arabi, favorendo addirittura la nascita di una nuova razza, lo stallone Volhynia.

### XIX secolo

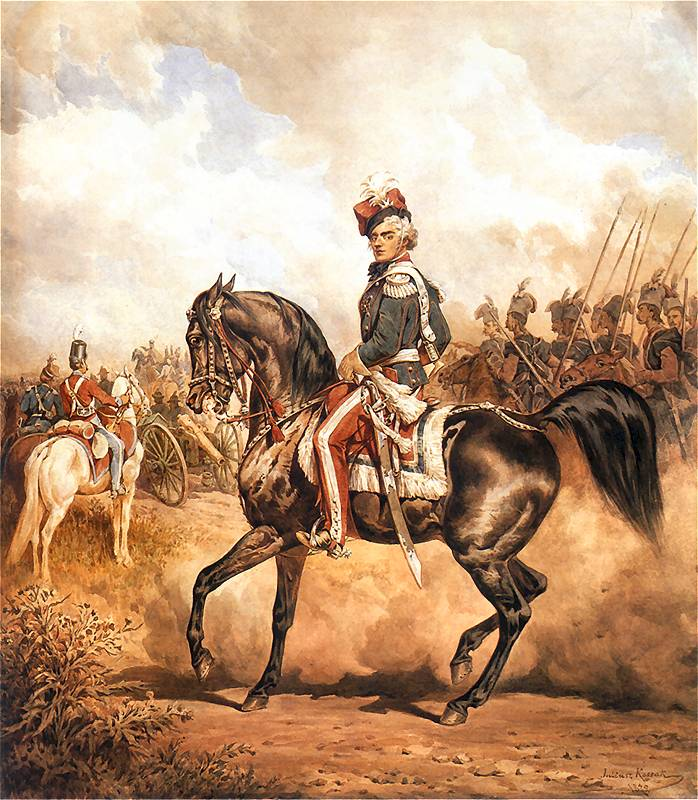
Eustachy Erazm Sanguszko in un quadro del 1871

Dopo le spartizioni della Polonia, Eustachy Erazm Sanguszko combatté nella Rivolta di Kościuszko e nella campagna di Russia di Napoleone. Suo figlio, il principe Roman Sanguszko, era un ufficiale polacco che partecipò alla rivolta di novembre ed è stato esiliato in Siberia. La sua vita è il soggetto di "Prince Roman" (1910), uno dei racconti di Joseph Conrad.

### Epoca recente

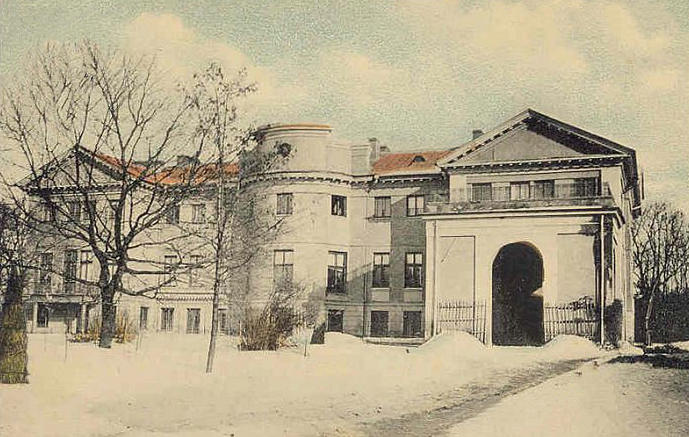
Palazzo Sanguszko a Slavuta

Con l'incorporazione della Galizia nell'Ucraina sovietica dopo la seconda guerra mondiale, i Sanguszko persero le loro tenute a Gumniska e Slavuta, nonché il loro palazzo a Leopoli, ed emigrarono in Brasile.

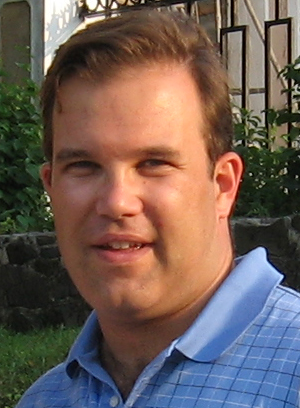
Il principe Paul Sanguszko nel 2006

Alla fine del XX secolo, la famiglia era rappresentata da un unico discendente, il Principe Paolo (nato nel 1973), che risiede a San Paolo. Sua madre proveniva dal Casato dei Polignac. Nel 2010 Olympia Sanguszko è nata dal principe Paul e sua moglie.